# Architektur in Königsberg

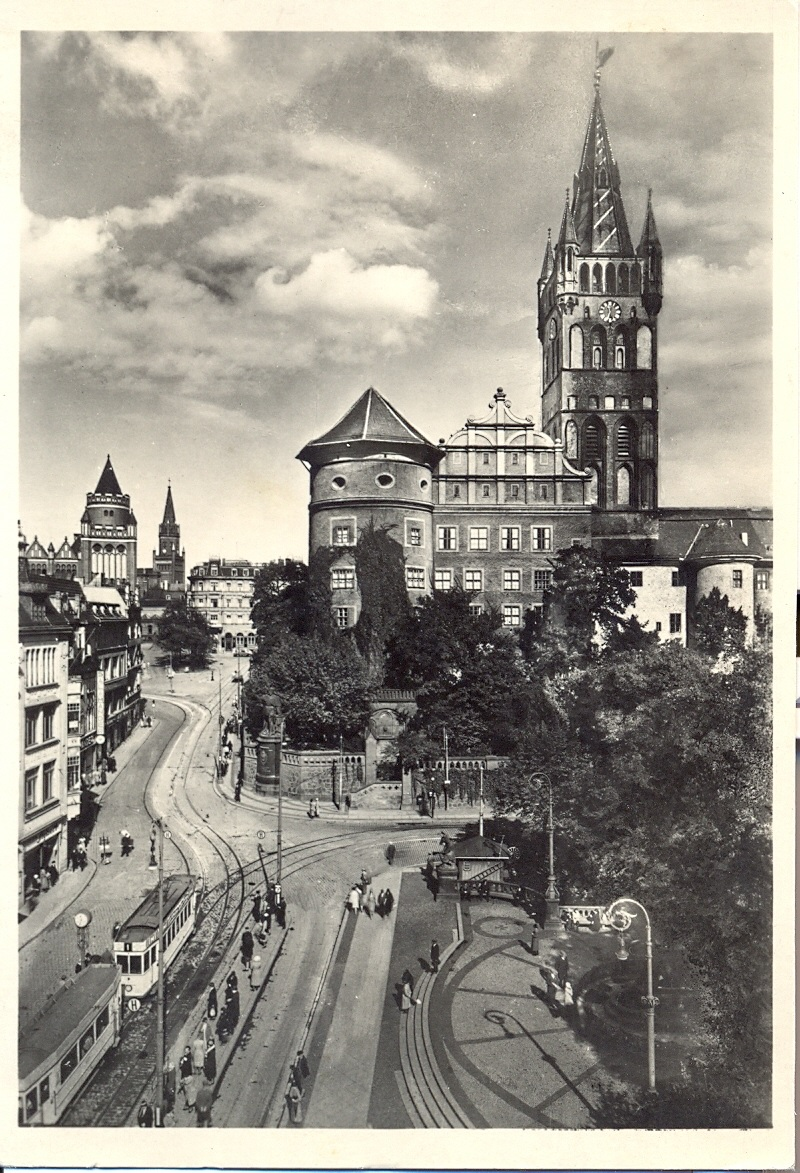
Vorkriegsfoto: Drei neogotische Türme bestimmen das Stadtbild:Schlossturm (rechts), Altstädtische Kirche (Mitte) und Telegraphenamt (links).

Architektur in Königsberg beschreibt die Architektur in den unterschiedlichen Epochen von der Gotik bis zum Untergang der ehemaligen ostpreußischen Hauptstadt Königsberg im Jahre 1945. Nachdem sie im April 1945 von der Roten Armee erobert und mit dem nördlichen Teil Ostpreußens von der Sowjetunion annektiert worden war, wurde die alte Deutschordensstadt Königsberg am 4. Juli 1946 in Kaliningrad umbenannt, zu Ehren von Michail Iwanowitsch Kalinin, dem kurz zuvor verstorbenen Präsidenten der UdSSR.

## Architekturgeschichte
Königsberg geht zurück auf Twangste, eine Burg der Prußen nördlich der mittleren Pregelinsel. Twangste, auch Tuwangste, Twangst, Twongst, Twoyngst bezieht sich auf den Königsberger Schlossteich: prußisch „tuwi, tauwan“: nahe und „tuwangste“: Teich. Dazu gehörten das Fischerdorf Lipnick mit einem Ankerplatz und die Dörfer Tragheim und Sackheim. Die Burg war neben dem Handelsplatz Truso Ausgangspunkt mehrerer Bernsteinstraßen. 1255 errichtete der Deutsche Orden am Pregel eine Burg namens Conigsberg zu Ehren des Böhmenkönigs Ottokar II. Přemysl. Daran schlossen sich Stadtgründungen an: Unterhalb des Burghügels, am Pregelufer, wurde 1286 die Altstadt gegründet, östlich davon 1291 der Löbenicht, 1327 auf der Pregelinsel der Kneiphof. 1330 begann der Bau des Königsberger Doms.
Nach dem Vertrag von Krakau erfolgte der Schlossausbau im Stil der Renaissance. Königsberg war nach 1525 Hauptstadt des Herzogtums Preußen. Staatsgründer war Albrecht (Preußen), der 1543 Hans Wagner zum Hoftischler ernannte, der den Fliesensaal nach „italienisch-süddeutschen Vorbildern“ mit Holzdecken ausstattete. Der steinerne Kamin im Schreibstübchen Herzog Albrechts kam aus der Werkstatt des flämischen Bildhauers Cornelis Floris. Auch das Bildnis von Albrecht und seiner Frau Dorothea im Königsberger Dom wurde von Floris geschaffen. Die Wandtäfelungen des Schreibstübchens waren im „Stil der niederländisch beeinflußten, deutschen Frührenaissance“ gestaltet. Die Königsberger Schlosskirche der Renaissance war ein „großer Kirchenneubau. Vor allem aus diesem letzten Grund kann die Königsberger Schloßkirche tatsächlich – wie Grashoff behauptet – als der erste protestantische Kirchenneubau bezeichnet werden!“ Das Königsberger Schloss der Renaissance war auch Vorbild für das Schloss Weikersheim in Württemberg: „Erstmals hatte damit das Königsberger Schloß Einfluß auf die süddeutsche Kunst“. 1549 betrug der Anteil der Schiffe aus den Niederlanden im Königsberger Hafen etwa 25 % aller Schiffe, von 1581 bis 1602 stieg der Anteil der Niederländer im Königsberger Hafen auf 60 % bis 75 %. Königsberg exportierte Getreide, Holz, Asche, Teer, Leder, Felle, Lein, Talg, Wachs und Bernstein.
Die Barockzeit war eine Epoche großer wirtschaftlicher Blüte und gleichzeitig auch politischer Bedeutung. Königsberg war vom Dreißigjährigen Krieg verschont geblieben, sein Handel blühte in den Nachkriegsjahren sehr schnell auf. Am 18. Januar 1701 krönte sich Kurfürst Friedrich III. in der Schlosskirche (Königsberg) als Friedrich I. (Preußen) zum König, womit das frühere Herzogtum Preußen zum Königreich erhoben wurde. Königsberg wurde damit zur Hauptstadt des Königreichs Preußen und zugleich preußische Residenz- und Krönungsstadt. „Um Königsbergs Bedeutung als Krönungsstadt herauszustellen“ wurde Joachim Ludwig Schultheiß von Unfriedt als Nachfolger Memhardts berufen, um der Stadt ein „barockes Erscheinungsbild“ zu geben. Fast alle Häuser wurden neu gestaltet oder umgebaut. Die Giebel der Bürgerhäuser reichten vom prunkvoll mit Schweifwerk dekorierten Schweifgiebel einer Dreifenster-Fassade bis hin zum einfachen, lediglich geschweiften Giebel der einfachen Häuser. Auch die Schaufassade des Kneiphöfschen Rathauses wurde im Stil des Barock umgestaltet.
Von 1705 bis 1713 leitete Unfriedt den Umbau eines Seitenflügels des Königsberger Schlosses. König Friedrich Wilhelm I. berief Unfriedt am 18. November 1721 als Nachfolger John von Collas zum Oberlandbaudirektor im Königreich Preußen. Zudem war Unfriedt in der 1723 gegründeten Kriegs- und Domänenkammer oberster Baubeamter und Kammerrat. 1724 kamen die drei Städte Altstadt, Kneiphof und Löbenicht zur preußischen Krönungsstadt. Um 1800 zählte Königsberg mit etwa 60.000 Einwohnern zu den größten deutschen Städten (Köln und Frankfurt am Main hatten jeweils etwa 50.000 Einwohner).
Im Frieden von Tilsit von 1807 wurde die Fläche Preußens und die Zahl der Bewohner um mehr als 50 % reduziert: die Fläche reduzierte sich von 323.408 km² auf 158.867 km², die Einwohnerzahl ging von 9,75 Millionen Einwohnern auf etwa 4,5 Millionen Einwohner zurück. Die Zeit des Klassizismus und des Spätklassizismus begann zusammen mit der langsamen wirtschaftlichen Erholung nach den Napoleonische Kriegen und reichte bis zum Biedermeier. Die Architektur war von „Sparsamkeit und Nüchternheit“ geprägt. Gemäß dem franko-preußischen Abkommen hatte Preußen Kontributionszahlungen von über 32 Millionen Preußischen Reichstalern zu leisten. Zum Vergleich betrugen im Friedensjahr 1805 die Staatsausgaben Preußens fast 27 Millionen Reichstaler. Der angesparte Staatsschatz zählte bis dahin fast 3 Millionen Reichstaler. Dadurch verarmte die Provinz. Man besann sich auf ideelle Werte und auf dem Gebiet der Baukunst suchte man diese in der Antike: so die Anwendung antiker Säulenordnungen, der Antike entlehnter Gesimse und Zierformen. Am 18. Oktober 1861 wurde Wilhelm I. in der Schlosskirche gekrönt.
Nach dem Sieg des Norddeutschen Bundes unter preußischer Führung im Deutsch-Französischen Krieg und den darauf einsetzenden, kontinuierlichen französischen Reparationszahlungen erfolgte ein Wirtschaftsaufschwung und ein Bau-Boom in Deutschland im Stil des Historismus. Nach der Reichsgründung wurde der Stil der italienischen Renaissance als nationaler Stil propagiert. Bei der italienischen Neorenaissance orientierte man sich an der Architektur der Renaissance. Dabei wurden die wesentlichen Gestaltungselemente der römischen Antike übernommen.
In der Zwischenkriegszeit war Königsberg keineswegs isoliert von den aktuellen Entwicklungen in der Architektur. Das zeigte der Leiter der technischen Abteilung des Messeamtes Hanns Hopp. Hopp baute den Handelshof (heute Rathaus), das Haus der Technik und die Haupthalle der Ostmesse. Nach dem Bau der Ostmesse 1926 waren staatliche Aufträge ausgeblieben. Ab Mitte der 1920er Jahre trat Hoppe als Vertreter der funktionalistischen Moderne in Ostpreußen auf. Im Rahmen der Inflation und städtischen Finanzpolitik unter Hans Lohmeyer konnten zahlreiche Grundstücke sehr günstig aufgekauft werden. Viele städtische und staatliche Projekte wurden nun verwirklicht oder an bereits bestehenden weitergebaut: Hafen, Flughafen, Handelshof, Speicher, Ostmesse. Die Stadt kaufte über 1.300 Hektar Land, dadurch erhöhte sich der Grundbesitz der Stadt Königsbergs von 1.742 auf 3.122 Hektar. Nach der Inflation hatte sie fast 70 % des gesamten Stadtgebiets, davon 2.885 unbebautes Gelände und zu Beginn der 1920er gehörte das Stadtgebiet zum größten Teil der Kommune.
In der NS-Zeit war Königsberg Gauhauptstadt, und es entstanden am Stadtrand neue Wohnsiedlungen aus kleinen Einfamilienhäusern: Kummerau und Quednau im Norden, Charlottenburg und Westend beiderseits der General-Litzmann-Straße, in Friedrichswalde, Rathshof und Juditten im Westen, Rosenau und Speichersdorf im Süden Königsbergs. Im April 1939 wurde das Stadtgebiet noch einmal durch Eingemeindungen um insgesamt 7.416 Hektar mit 13.190 Einwohnern vergrößert. Damit hatte der Stadtkreis Königsberg eine Fläche von 19.281 Hektar.
Das Otto-Braun-Haus der SPD wurde zum „Braunen Haus“. Der Architekt Kurt Frick richtete eine Beschwerde an Goebbels über seinen Kollegen Hanns Hopp, der im Auftrage Lohmeyers Gebäude errichtete. Frick wurde daraufhin der bevorzugte Architekt der Nationalsozialisten Königsbergs.

## Zerstörung der Stadt
Die Luftangriffe auf Königsberg Ende August 1944 und die vier Monate später beginnende Schlacht um Königsberg zerstörten das Gebiet innerhalb der Wallanlagen zu 90 %. Amalienau im Nordwesten war zu 65 % zerstört. Maraunenhof und Quednau im Nordwesten zu 55 %, Kalthof und das Gebiet um den Flughafen Devau im Nordosten zu 45 %. Der Nordwesten mit Juditten und Metgethen blieb erhalten.

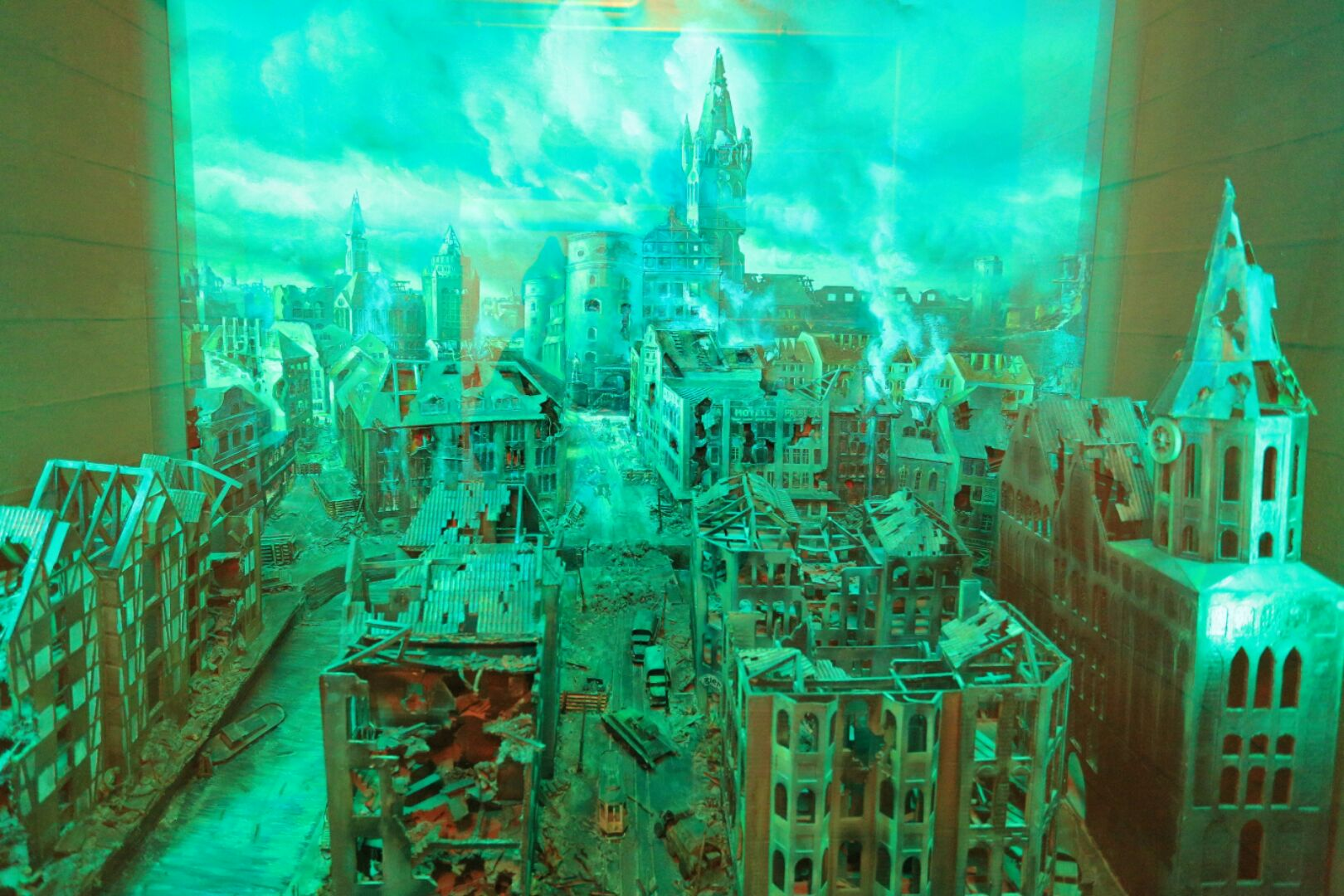
Gemälde, brennendes Schloss
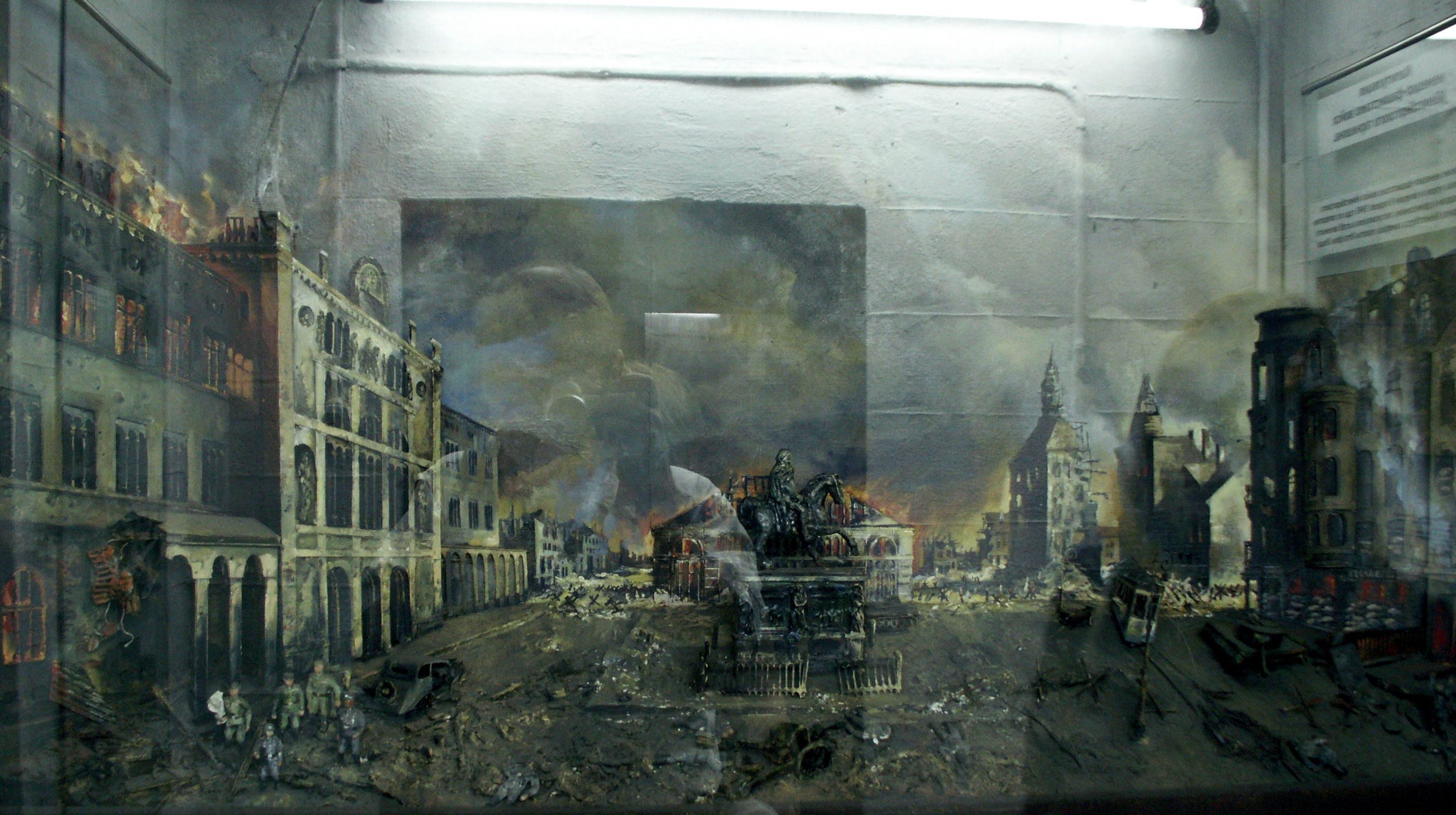
Gemälde, brennende Albertina, Paradeplatz
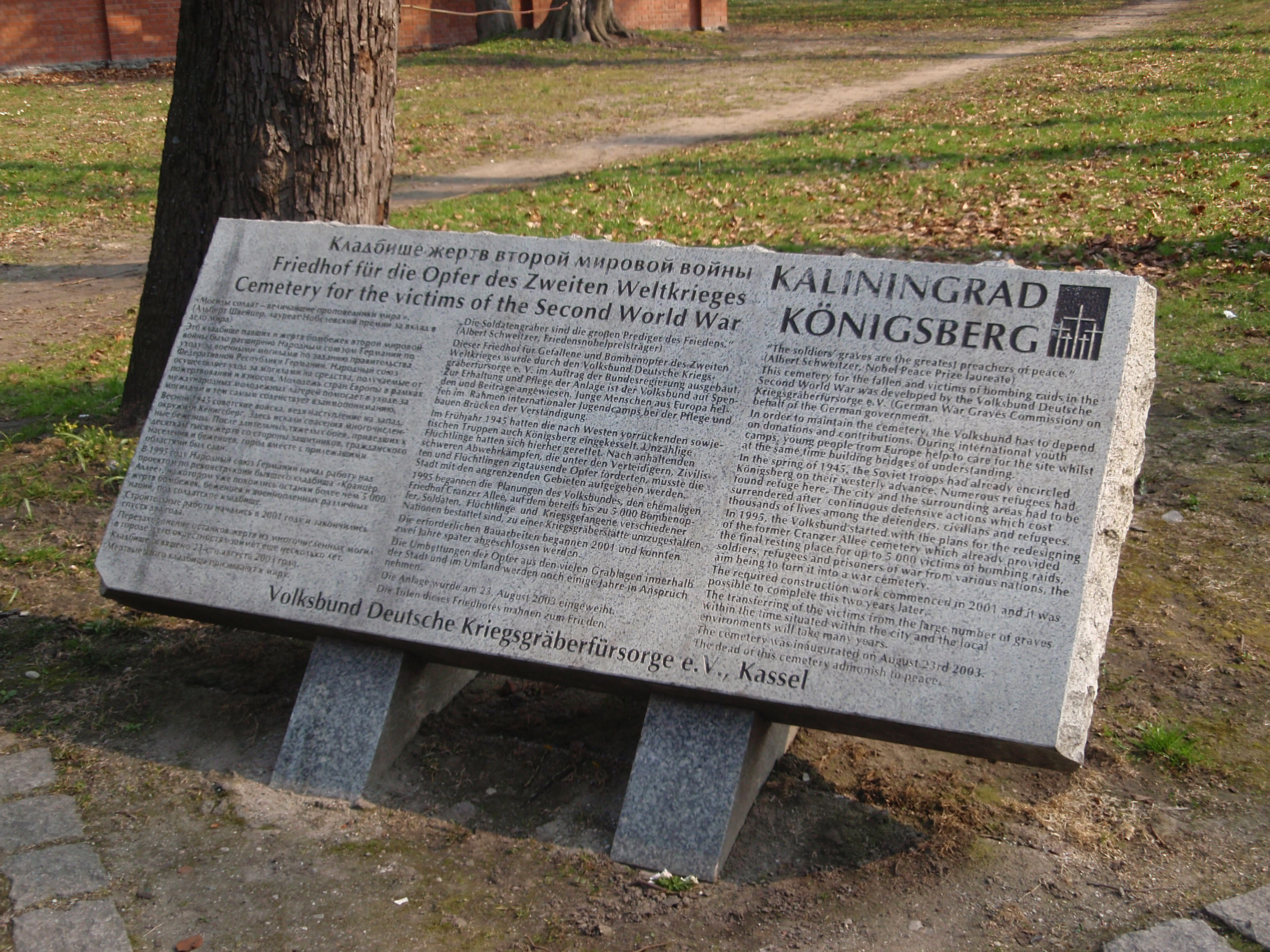
Friedhof Cranzer Allee, Denkmal für Soldaten und Bombenopfer in Königsberg
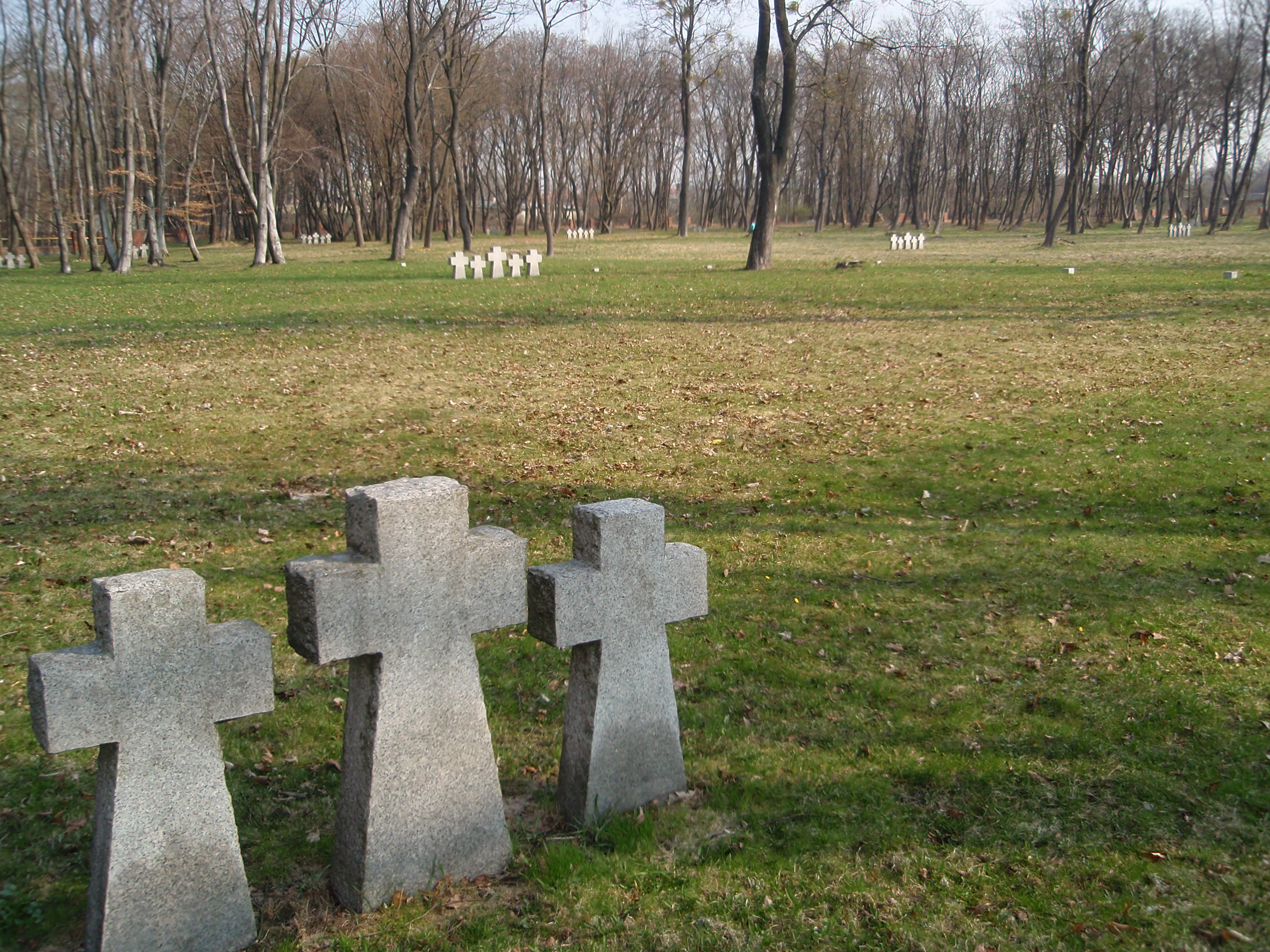
Friedhof Cranzer Allee für Soldaten und Bombenopfer in Königsberg